# جوزيف جاكسون (منافس ألعاب قوى)
جوزيف جاكسون (بالفرنسية: Joseph Jackson)‏ هو منافس ألعاب قوى فرنسي، ولد في 11 نوفمبر 1904 في ميزون-لافيت في فرنسا، وتوفي في 13 يونيو 1981 في فرساي في فرنسا.

## وصلات خارجية
- جوزيف جاكسون على موقع الاتحاد الفرنسي لألعاب القوى (الفرنسية)
- جوزيف جاكسون على موقع أوليمبيديا (الإنجليزية)